# Månflickslända
Månflickslända (Coenagrion lunulatum) är en art i insektsordningen trollsländor som tillhör familjen dammflicksländor.

## Kännetecken
Månflicksländans hane har blå grundfärg på kroppen och svarta teckningar på mellankroppen och bakkroppen. Honan har mer brunaktig grundfärg med svarta teckningar. Vingarna är genomskinliga med litet mörkt vingmärke. Vingbredden är omkring 35 millimeter och bakkroppens längd är 22 till 28 millimeter.

## Utbredning
Månflicksländan finns i norra och mellersta Europa och Asien fram till Kaukasus. I Sverige är den inte särskilt vanlig, men har hittats i Skåne, Östergötland, vid Mälaren, i Dalarna, Hälsingland och Västerbotten.

## Levnadssätt
Månflicksländans habitat är små vattensamlingar, gärna med riklig växtlighet. Efter parningen lägger honan äggen tillsammans med hanen. Utvecklingstiden från ägg till imago är ett till två år, men kan vara så lång som tre till fyra år i de nordligaste delarna av utbredningsområdet. Flygtiden är från juni till juli.

## Hot
Beståndet hotas av klimatförändringar och av torka. Hela populationen antas vara stor. IUCN listar arten som livskraftig (LC).